# 1. Fußball-Club Kaiserslautern 2015-2016
Questa voce raccoglie le informazioni riguardanti il 1. Fußball-Club Kaiserslautern nelle competizioni ufficiali della stagione 2015-2016.

## Stagione
Nella stagione 2015-2016 il Kaiserslautern, allenato da Tayfun Korkut, concluse il campionato di 2. Bundesliga al 10º posto. In coppa di Germania il Kaiserslautern fu eliminato al secondo turno dal Bochum.

## Rosa
| N. |                      | Ruolo | Calciatore              |
| -- | -------------------- | ----- | ----------------------- |
| 1  | Germania (bandiera)  | P     | Marius Müller           |
| 3  | Germania (bandiera)  | D     | Tim Heubach             |
| 4  | Germania (bandiera)  | D     | Patrick Ziegler         |
| 5  | Germania (bandiera)  | D     | Sascha Mockenhaupt      |
| 6  | Finlandia (bandiera) | C     | Alexander Ring          |
| 7  | Germania (bandiera)  | D     | Michael Schulze         |
| 8  | Polonia (bandiera)   | C     | Marcus Piossek          |
| 9  | Germania (bandiera)  | A     | Lukas Görtler           |
| 10 | Croazia (bandiera)   | A     | Antonio Čolak           |
| 11 | Norvegia (bandiera)  | C     | Ruben Yttergård Jenssen |
| 14 | Germania (bandiera)  | A     | Sebastian Jacob         |
| 15 | Islanda (bandiera)   | A     | Jón Daði Böðvarsson     |
| 17 | Germania (bandiera)  | D     | André Fomitschow        |
| 19 | Germania (bandiera)  | C     | Marcel Gaus             |
| 20 | Polonia (bandiera)   | A     | Kacper Przybyłko        |

| N. |                        | Ruolo | Calciatore          |
| -- | ---------------------- | ----- | ------------------- |
| 22 | Germania (bandiera)    | P     | Julian Pollersbeck  |
| 23 | Polonia (bandiera)     | C     | Mateusz Klich       |
| 24 | Germania (bandiera)    | C     | Tino Schmidt        |
| 26 | Germania (bandiera)    | C     | Mario Pokar         |
| 27 | Lussemburgo (bandiera) | A     | Maurice Deville     |
| 28 | Germania (bandiera)    | C     | Daniel Halfar       |
| 29 | Austria (bandiera)     | D     | Stipe Vučur         |
| 30 | Germania (bandiera)    | D     | Erik Wekesser       |
| 31 | Germania (bandiera)    | D     | Chris Löwe          |
| 33 | Germania (bandiera)    | P     | Zlatan Alomerović   |
| 36 | Ghana (bandiera)       | C     | Manfred Osei Kwadwo |
| 37 | Germania (bandiera)    | C     | Markus Karl         |
| 38 | Germania (bandiera)    | D     | Michael Schindele   |
| 39 | Germania (bandiera)    | D     | Jean Zimmer         |

## Organigramma societario
Area tecnica
- Allenatore: Tayfun Korkut
- Allenatore in seconda: Marco Grimm
- Preparatore dei portieri: Gerald Ehrmann
- Preparatori atletici: Bastian Becker

## Risultati

### 2. Bundesliga

#### Girone di andata
| Arbitro: | Stegemann |

|           |           |                                     |
| Bajić 81’ | Marcatori | 13’, 29’ Przybyłko 18’ (aut.) Wolze |

| Kaiserslautern 31 luglio 2015, ore 20:30 CEST 2ª giornata | Kaiserslautern | 0 – 0 referto | Eintracht Braunschweig | Fritz-Walter-Stadion (33 036 spett.)\| Arbitro: \| Brych \| |
| Arbitro:                                                  | Brych          |               |                        |                                                             |

| Arbitro: | Kempter |

|                    |           |                         |
| Thiel 67’ Wood 71’ | Marcatori | 23’ Jenssen 87’ Deville |

| Arbitro: | Cortus |

|                 |           |  |
| Löwe 15’ (rig.) | Marcatori |  |

| Arbitro: | Brand |

|                                          |           |               |
| Morabit 58’ Schnatterer 62’ Leipertz 86’ | Marcatori | 19’ Przybyłko |

| Arbitro: | Perl |

|  |           |                          |
|  | Marcatori | 72’ Abrashi 87’ Petersen |

| Arbitro: | Meyer |

|             |           |             |
| Degenek 15’ | Marcatori | 60’ Jenssen |

| Arbitro: | Rohde |

|  |           |                                        |
|  | Marcatori | 42’ Hovland 56’ Schöpf 61’ Burgstaller |

| Arbitro: | Stieler |

|           |           |                       |
| Mlapa 73’ | Marcatori | 25’ Čolak 29’ Piossek |

| Arbitro: | Hartmann |

|                                 |           |  |
| Piossek 11’ Vučur 54’ Čolak 90’ | Marcatori |  |

| Arbitro: | Schriever |

|                  |           |  |
| Vučur 39’ (aut.) | Marcatori |  |

| Arbitro: | Kircher |

|                               |           |  |
| Nazarov 45’ (rig.) Prömel 48’ | Marcatori |  |

| Arbitro: | Ittrich |

|  |           |                           |
|  | Marcatori | 57’ (rig.) Ulm 83’ Salger |

| Arbitro: | Gräfe |

|  |           |                       |
|  | Marcatori | 37’ Klich 69’ Deville |

| Arbitro: | Weiner |

|                   |           |           |
| Ballas 51’ (aut.) | Marcatori | 34’ Pires |

| Arbitro: | Petersen |

|               |           |                                            |
| Freis 9’, 34’ | Marcatori | 68’, 82’ Przybyłko 81’ Heubach 88’ Deville |

| Arbitro: | Stegemann |

|            |           |                        |
| Halfar 68’ | Marcatori | 3’ (aut.) Löwe 56’ Thy |

#### Girone di ritorno
| Arbitro: | Kircher |

|                       |           |  |
| Deville 60’ Klich 90’ | Marcatori |  |

| Arbitro: | Thomsen |

|                 |           |           |
| Hochscheidt 30’ | Marcatori | 75’ Čolak |

| Arbitro: | Petersen |

|                      |           |                        |
| Jenssen 34’ Gaus 40’ | Marcatori | 76’ Schönheim 86’ Wood |

| Arbitro: | Fritz |

|  |           |                                      |
|  | Marcatori | 22’, 77’ Vučur 35’ Jenssen 56’ Klich |

| Arbitro: | Jablonski |

|                    |           |                        |
| Karl 55’ Vučur 74’ | Marcatori | 45’ Feick 90’ Leipertz |

| Arbitro: | Dankert |

|                             |           |  |
| Höfler 8’ Niederlechner 48’ | Marcatori |  |

| Arbitro: | Schröder |

|  |           |           |
|  | Marcatori | 18’ Bülow |

| Arbitro: | Meyer |

|                       |           |                |
| Erras 19’ Stieber 88’ | Marcatori | 22’ Böðvarsson |

| Arbitro: | Ittrich |

|  |           |                         |
|  | Marcatori | 48’ (rig.), 90’ Terodde |

| Arbitro: | Aarnink |

|                                             |           |                                       |
| Maurias 1’ Fink 39’ Đurđić 43’ Demirbay 70’ | Marcatori | 5’ Gaus 60’ (aut.) Madlung 66’ Zimmer |

| Arbitro: | Thomsen |

|                                  |           |  |
| Jenssen 6’ Böðvarsson 90’ (rig.) | Marcatori |  |

| Kaiserslautern 10 aprile 2016, ore 13:30 CEST 29ª giornata | Kaiserslautern | 0 – 0 referto | Karlsruhe | Fritz-Walter-Stadion (30 839 spett.)\| Arbitro: \| Stieler \| |
| Arbitro:                                                   | Stieler        |               |           |                                                               |

| Arbitro: | Willenborg |

|  |           |               |
|  | Marcatori | 70’ Przybyłko |

| Arbitro: | Dankert |

|               |           |              |
| Przybyłko 83’ | Marcatori | 56’ Forsberg |

| Arbitro: | Meyer |

|          |           |                                         |
| Dedič 5’ | Marcatori | 24’ Ring 79’, 87’ Čolak 90’ Mockenhaupt |

| Arbitro: | Storks |

|                                  |           |             |
| Jenssen 17’ Ring 38’ Görtler 72’ | Marcatori | 12’ Berisha |

| Arbitro: | Stark |

|                                                  |           |                        |
| Miyaichi 5’, 57’ Thy 22’ Maier 72’ Buchtmann 79’ | Marcatori | 4’ Görtler 76’ Jenssen |

### Coppa di Germania
| Arbitro: | Jablonski |

|                                        |                      |                                  |
| Jänicke Ahlschwede Ziemer Bickel Ikeng | Tiri di rigore 4 – 5 | Löwe Halfar Przybyłko Vučur Karl |

| Arbitro: | Perl |

|                 |           |  |
| Löwe 67’ (aut.) | Marcatori |  |

## Statistiche

### Statistiche di squadra
| Competizione      | Punti | In casa | In casa | In casa | In casa | In casa | In casa | In trasferta | In trasferta | In trasferta | In trasferta | In trasferta | In trasferta | Totale | Totale | Totale | Totale | Totale | Totale | DR |
| Competizione      | Punti | G       | V       | N       | P       | Gf      | Gs      | G            | V            | N            | P            | Gf           | Gs           | G      | V      | N      | P      | Gf     | Gs     | DR |
| ----------------- | ----- | ------- | ------- | ------- | ------- | ------- | ------- | ------------ | ------------ | ------------ | ------------ | ------------ | ------------ | ------ | ------ | ------ | ------ | ------ | ------ | -- |
| 2. Bundesliga     | 45    | 17      | 5       | 6       | 6       | 18      | 19      | 17           | 7            | 3            | 7            | 31           | 28           | 34     | 12     | 9      | 13     | 49     | 47     | +2 |
| Coppa di Germania | -     | 0       | 0       | 0       | 0       | 0       | 0       | 2            | 0            | 1            | 1            | 0            | 1            | 2      | 0      | 1      | 1      | 0      | 1      | -1 |
| Totale            | -     | 17      | 5       | 6       | 6       | 18      | 19      | 19           | 7            | 4            | 8            | 31           | 29           | 36     | 12     | 10     | 14     | 49     | 48     | +1 |

### Andamento in campionato
| Giornata  | 1 | 2 | 3 | 4 | 5 | 6 | 7  | 8  | 9  | 10 | 11 | 12 | 13 | 14 | 15 | 16 | 17 | 18 | 19 | 20 | 21 | 22 | 23 | 24 | 25 | 26 | 27 | 28 | 29 | 30 | 31 | 32 | 33 | 34 |
| --------- | - | - | - | - | - | - | -- | -- | -- | -- | -- | -- | -- | -- | -- | -- | -- | -- | -- | -- | -- | -- | -- | -- | -- | -- | -- | -- | -- | -- | -- | -- | -- | -- |
| Luogo     | T | C | T | C | T | C | T  | C  | T  | C  | T  | T  | C  | T  | C  | T  | C  | C  | T  | C  | T  | C  | T  | C  | T  | C  | T  | C  | C  | T  | C  | T  | C  | T  |
| Risultato | V | N | N | V | P | P | N  | P  | V  | V  | P  | P  | P  | V  | N  | V  | P  | V  | N  | N  | V  | N  | P  | P  | P  | P  | P  | V  | N  | V  | N  | V  | V  | P  |
| Posizione | 2 | 3 | 7 | 4 | 6 | 9 | 10 | 12 | 11 | 9  | 10 | 11 | 13 | 11 | 10 | 9  | 9  | 8  | 8  | 10 | 8  | 7  | 8  | 9  | 11 | 12 | 12 | 11 | 11 | 11 | 11 | 11 | 9  | 10 |

Legenda:

Luogo: C = Casa; T = Trasferta. Risultato: V = Vittoria; N = Pareggio; P = Sconfitta.

### Statistiche dei giocatori
| Giocatore      | 2. Bundesliga | 2. Bundesliga | 2. Bundesliga | 2. Bundesliga | Coppa di Germania | Coppa di Germania | Coppa di Germania | Coppa di Germania | Totale   | Totale | Totale      | Totale     |
| Giocatore      | Presenze      | Reti          | Ammonizioni   | Espulsioni    | Presenze          | Reti              | Ammonizioni       | Espulsioni        | Presenze | Reti   | Ammonizioni | Espulsioni |
| -------------- | ------------- | ------------- | ------------- | ------------- | ----------------- | ----------------- | ----------------- | ----------------- | -------- | ------ | ----------- | ---------- |
| Z. Alomerović  | 1             | 0             | 0             | 0             | -                 | -                 | -                 | -                 | 1        | 0      | 0           | 0          |
| M. Müller      | 33            | 0             | 2             | 0             | 2                 | 0                 | 0                 | 0                 | 35       | 0      | 2           | 0          |
| J. Pollersbeck | -             | -             | -             | -             | -                 | -                 | -                 | -                 | -        | -      | -           | -          |
| A. Fomitschow  | 13            | 0             | 1             | 0             | -                 | -                 | -                 | -                 | 13       | 0      | 1           | 0          |
| M. Gaus        | 22            | 2             | 6             | 0             | 1                 | 0                 | 0                 | 0                 | 23       | 2      | 6           | 0          |
| T. Heubach     | 20            | 1             | 2             | 1             | 2                 | 0                 | 0                 | 0                 | 22       | 1      | 2           | 1          |
| C. Löwe        | 23            | 1             | 4             | 0             | 2                 | 0                 | 1                 | 0                 | 25       | 1      | 5           | 0          |
| S. Mockenhaupt | 18            | 1             | 1             | 0             | 1                 | 0                 | 0                 | 0                 | 19       | 1      | 1           | 0          |
| J. Reichert    | -             | -             | -             | -             | -                 | -                 | -                 | -                 | -        | -      | -           | -          |
| M. Schindele   | -             | -             | -             | -             | -                 | -                 | -                 | -                 | -        | -      | -           | -          |
| M. Schulze     | 12            | 0             | 1             | 0             | 1                 | 0                 | 0                 | 0                 | 13       | 0      | 1           | 0          |
| S. Vučur       | 30            | 4             | 7             | 0             | 2                 | 0                 | 0                 | 0                 | 32       | 4      | 7           | 0          |
| P. Ziegler     | 23            | 0             | 6             | 1             | 1                 | 0                 | 1                 | 0                 | 24       | 0      | 7           | 1          |
| J. Zimmer      | 27            | 1             | 4             | 0             | 1                 | 0                 | 0                 | 0                 | 28       | 1      | 4           | 0          |
| L. Görtler     | 18            | 2             | 8             | 0             | 1                 | 0                 | 0                 | 0                 | 19       | 2      | 8           | 0          |
| D. Halfar      | 31            | 1             | 7             | 1             | 2                 | 0                 | 1                 | 0                 | 33       | 1      | 8           | 1          |
| R. Jenssen     | 31            | 7             | 5             | 0             | -                 | -                 | -                 | -                 | 31       | 7      | 5           | 0          |
| M. Karl        | 28            | 1             | 6             | 1             | 2                 | 0                 | 0                 | 0                 | 30       | 1      | 6           | 1          |
| M. Klich       | 16            | 3             | 1             | 0             | 2                 | 0                 | 1                 | 0                 | 18       | 3      | 2           | 0          |
| M. Osei-Kwadwo | 5             | 0             | 2             | 0             | -                 | -                 | -                 | -                 | 5        | 0      | 2           | 0          |
| M. Piossek     | 9             | 2             | 1             | 0             | 1                 | 0                 | 0                 | 0                 | 10       | 2      | 1           | 0          |
| M. Pokar       | 1             | 0             | 0             | 0             | -                 | -                 | -                 | -                 | 1        | 0      | 0           | 0          |
| A. Ring        | 21            | 2             | 4             | 0             | 1                 | 0                 | 0                 | 0                 | 22       | 2      | 4           | 0          |
| T. Schmidt     | 1             | 0             | 0             | 0             | -                 | -                 | -                 | -                 | 1        | 0      | 0           | 0          |
| J. Böðvarsson  | 15            | 2             | 1             | 0             | -                 | -                 | -                 | -                 | 15       | 2      | 1           | 0          |
| A. Čolak       | 22            | 5             | 3             | 0             | 2                 | 0                 | 0                 | 0                 | 24       | 5      | 3           | 0          |
| M. Deville     | 17            | 4             | 3             | 0             | -                 | -                 | -                 | -                 | 17       | 4      | 3           | 0          |
| S. Jacob       | -             | -             | -             | -             | -                 | -                 | -                 | -                 | -        | -      | -           | -          |
| K. Przybyłko   | 30            | 7             | 1             | 0             | 2                 | 0                 | 0                 | 0                 | 32       | 7      | 1           | 0          |
| E. Wekesser    | -             | -             | -             | -             | -                 | -                 | -                 | -                 | -        | -      | -           | -          |
| S. Mugoša      | 1             | 0             | 0             | 0             | -                 | -                 | -                 | -                 | 1        | 0      | 0           | 0          |
| R. Pich        | 4             | 0             | 0             | 0             | -                 | -                 | -                 | -                 | 4        | 0      | 0           | 0          |
| E. Thommy      | 2             | 0             | 0             | 0             | 2                 | 0                 | 1                 | 0                 | 4        | 0      | 1           | 0          |